# Розширення локальних мереж
Локальна мережа (ЛОМ) є мережею взаємозв'язаних комп'ютерів, принтерів, серверів та інших пов'язаних з ними пристроїв, розташованих в межах невеликої географічної області (наприклад, вдома або в офісі). Локальні мережі, як правило, мають більш високу швидкість передачі даних, ніж в глобальних мережах, або WAN.

## Розширення локальної мережі
У багатьох будинках, є кілька комп'ютерів, ноутбуків, а також принтери, сканери, і ігрові консолі. Для спільного використання файлів, зображень та інших даних, підключення всіх пристроїв за допомогою провідного ЛВС є звичайною справою. Якщо є більше, пристроїв ніж доступних портів Ethernet, користувачі мають кілька варіантів для розширення:
- Ethernet-комутатор.
- Мережевий концентратор.

## Ethernet-комутатор
Ethernet-комутатор може бути використаний для розширення локальної мережі. Це пристрій аналогічний за функціями і зовнішнім виглядом до маршрутизатора. На відміну від маршрутизатора, комутатора Ethernet не може бути підключений безпосередньо до Інтернету. Замість цього, у приміщенні в локальній мережі, він повинен бути підключений до комп'ютера; основний комп'ютер контролює Інтернет і мережні протоколи. Більшість комутаторів Ethernet дозволяють принаймні додавати до мережі чотири пристрої. Якщо потрібно більше пристроїв, можна додати декілька перемикачів Ethernet. Кожен додатковий комутатор Ethernet підключений до попередніх перемикачем, в тандемі, провідний назад до комутатора первинного Ethernet. Таким чином, якщо кожен комутатор має в цілому чотири порти, але кожен комутатор Ethernet підключений до попереднього, кожен комутатор, за винятком кінцевого, може підключати тільки три додаткових пристрої до локальної мережі.

## Мережеві концентратори
Мережевий концентратор — це невеликий блок з декількома портами. Це число може коливатися від чотирьох до шістнадцяти. Для збільшення кількості пристроїв у локальній мережі за допомогою мережевого концентратора, користувачам потрібно додавати перемикач Ethernet в один з вільних портів. Мережеві концентратори доступні з різними швидкостями передачі даних, і це важливо, щоб вибрати швидкість, яка може впоратися з потребами користувачів. Повільна швидкість передачі часто призводить до незадовільних результатів по кожному пристрою в мережі. Концентратори як правило не виконують все так добре як комутатори Ethernet, але призначені для використання в областях, де вартість і просторові обмеження є важливим фактором. Вони заперечують необхідність для декількох одиниць комутаторів Ethernet, тому що концентратори мають велику кількість портів, і тому що вони дуже компактні. Це вигідно, тому що комутатори Ethernet займають багато місця і вимагають додаткових, непривабливих кабелів.